# Job (Ger)
Der Job ist ein kleiner Fluss in Frankreich, der im Département Haute-Garonne in der Region Okzitanien verläuft. Er entspringt in den Ausläufern der Pyrenäen, nahe dem Col de Caube, im Gemeindegebiet von Boutx, entwässert generell in nördlicher Richtung durch die historische Provinz Comminges und mündet nach rund 18 Kilometern im Gemeindegebiet von Lespiteau als linker Nebenfluss in den Ger.

## Orte am Fluss
(Reihenfolge in Fließrichtung)
- Cazaunous
- La Bergerie, Gemeinde Juzet-d’Izaut
- Arbon
- Izaut-de-l’Hôtel
- Cabanac-Cazaux
- Encausse-les-Thermes
- Escourraus, Gemeinde Lespiteau